# 日産・ハイパーミニ
ハイパーミニ（Hypermini ）は、2000年から2002年まで日産自動車が生産・販売したハッチバック型2人乗り（厳密にはマイクロクーペ扱い）軽電気自動車であり、日産が唯一自社生産した軽自動車、もしくは電動マイクロカーである。

## 概要
1997年の東京モーターショーでコンセプトカーが発表・展示され、1999年9月に量産車を発表した。日産・エスカルゴと似た外観フォルムで、和田智が日産在職時代の最後にデザイナーとして担当した車種である。
1997年にホンダ・EV Plusや日産・プレーリージョイEVなどがテスト用途で法人向けにカーリースされるなか、2000年2月にマウント式200ボルト充電器付400万円で発売した。日本で最初に型式指定を取得して市販された電気自動車で、日産自動車が自社生産した唯一の軽自動車である。
2人乗りでコンパクトな外観が特徴で、全長は2660ミリメートルで、前後サイズが異なるタイヤを新たに開発して採用して最小回転半径は3.9メートルと小さい。
アルミニウム合金の押し出し材によるスペースフレームを基本骨格にして剛性を高め、廃棄自動車から回収して再生使用した「プラスチック材料リサイクル材部品」をフェンダー、ボンネット、バンパーに採用して車重を軽減し、モーターを後部に配置して電池は車体中央床下へ収納して、小型化、50:50の前後重量配分、低い重心高、小さいヨー慣性モーメントを実現し、ストラット式独立懸架、ディスクブレーキ、ABS、車速感応式パワーステアリング、を採用して操縦安定性能を高め、車体前部にクラッシャブルゾーンを確保して衝突安全性能を満たしている。
高効率のネオジム磁石同期モーターと、世界初の自動車用マンガン酸リチウムイオン二次電池、アルミ骨格軽量車体、国産車初のランフラットタイヤ標準装備によるスペアタイヤの廃止などにより、10・15モードで1回の充電で約115キロメートルを走行可能で、最高速度は100 km/hに抑えられている。
充電機構は発売当時に米国と日本で標準化されたインダクティブ充電器を採用し、非接触電力伝送により金属端子がないパドル形状のプラグをボンネット部の充電口に差し込み、200ボルト30アンペアで約4時間で満充電になる。電気自動車のため二酸化炭素の発生量が少なく、火力発電時の二酸化炭素排出量を算入してもガソリン車の約1/4となる。2000年市販時の燃料コストは、深夜電力を使った場合10・15モードで1キロメートルあたり1円である。充電プラグが独自規格のため、販売終了後に整備された充電スタンドの利用は不可となっている。
カーエアコンにヒートポンプを採用して除湿暖房を実現し、専用リモコンで外部からタイマー制御や充電状況の確認が可能である。
カーシェアリングを想定した車両開発がなされており、1999年以降に、横浜みなとみらい21地区で「都心レンタカーシステム」、海老名市で「海老名プロジェクト」、京都市で「京都パブリックカーシステム」、都市基盤整備公団と実験プロジェクトなどのカーシェアリング実証実験や、カリフォルニア大学デービス校と共同実験などで市販前に試験を重ねた。横浜、海老名、京都ではICカードキーによるそれぞれ異なる車両管理システムで、無人車両貸し出しを実験した。
2000年1月に平成11年度「新エネ大賞」で資源エネルギー庁長官賞、その他にグッドデザイン賞、広告、カラーなど複数の賞を受賞した。
リースではなく販売された車体は中古車として流通することもあるが、経年劣化によるバッテリーやパーツなどの整備交換に費用を要する。販売終了後はコンセプトカーとして日産ヘリテージコレクションに展示されているほか、日産ギャラリーなどのイベントで日産の電気自動車の一つとして展示されることがある。

## 販売会社
- 日産店・モーター店→日産・ブルーステージ

## 歴史
- 1997年11月 - 東京モータショーにてプロトタイプを発表。
- 1999年9月 - 量産モデルを発表。
- 2000年1月 - 平成11年度「新エネ大賞」にて資源エネルギー庁長官賞を受賞。
- 2000年2月 - 日産系・モーター系ディーラーで発売。
- 2001年12月[5] - 生産終了。
- 2002年 - 販売終了、生産台数は約350台。